# Werenoi
熱雷米·巴納·奧沃納（法語：Jérémy Bana Owona，1994年1月30日—2025年5月17日），藝名Werenoi，是一名法国饒舌歌手。

## 生平
根据《北方之声》的报道，Werenoi出生于默伦，成长于巴黎郊区蒙特勒伊，其父母均来自喀麦隆。2021年，Werenoi先后发布了单曲《Guadalaraja》和《La League》，后又于2023年发布了他的首张专辑《Carré》。Werenoi于2023年和2024年两次成为法国唱片出版业公会认证的法国年度专辑销量最多的歌手。
2025年5月17日，Werenoi在巴黎第十三区因心脏呼吸骤停去世。

## 作品风格
Werenoi的作品主题广泛，歌词内容普遍较为直白，因其浑厚且略带有忧愁感的嗓音而受到关注。

## 专辑
- Telegram（法语：Telegram (EP de Werenoi)）（2022年，混音带）
- Carré（法语：Carré (album de Werenoi)）（2023年）
- Telegram 2（法语：Telegram 2）（2023年，混音带）
- Pyramide（法语：Pyramide (album de Werenoi)）（2024年）
- Diamant noir（法语：Diamant noir (album de Werenoi)）（2025年）